# Benjamin Bratton
Benjamin Edward Bratton (ur. 18 czerwca 1985 w Nowym Jorku) – amerykański szpadzista, dwukrotny medalista mistrzostw świata.
W 2002 roku zdobył brąz w indywidualnej rywalizacji kadetów na mistrzostwach świata juniorów w Antalyi.
Podczas mistrzostw świata w Paryżu w 2010 roku Amerykanie w składzie: Weston Kelsey, Cody Mattern, Benjamin Bratton i Benjamin Ungar zdobyli srebrny medal w zawodach drużynowych. Na rozgrywanych dwa lata później mistrzostwach świata w Kijowie w tej samej konkurencji zdobył złoty medal.
Ponadto zdobył srebro w szpadzie drużynowej na igrzyskach panamerykańskich w Toronto w 2015 roku.
Nigdy nie wziął udziału w igrzyskach olimpijskich.